# ناثان غان
ناثان غان (بالإنجليزية: Nathan Gunn)‏ هو مغني أوبرا ومغني وموسيقي أمريكي، ولد في 26 نوفمبر 1970 في ساوث بند في الولايات المتحدة.

## وصلات خارجية
- ناثان غان على موقع IMDb (الإنجليزية)
- ناثان غان على موقع ميوزك برينز (الإنجليزية)
- ناثان غان على موقع أول ميوزيك (الإنجليزية)
- ناثان غان على موقع ديسكوغز (الإنجليزية)
- ناثان غان على موقع قاعدة بيانات الفيلم (الإنجليزية)